# Premio Sandro Onofri
Il Premio Sandro Onofri è un premio letterario italiano assegnato annualmente a un autore italiano .

## Storia
Il premio venne istituito dalla Casa delle Letterature con l'Assessorato alle Politiche Culturali del Comune di Roma nel 2000 in memoria dello scrittore e giornalista romano Sandro Onofri (1955-1999) scomparso prematuramente.
Si rivolge a opere del genere "Reportage letterario" che fu quello nel quale Onofri espresse nel miglior modo la sua vena creativa. Dopo 14 edizioni, nelle quali fu anche assegnato un premio alla carriera o a un autore straniero, il premio, dal 2013, non è stato più assegnato. Nella primavera del 2023 l’Associazione culturale Succedeoggi Libri in collaborazione con l’istituzione Biblioteche di Roma  ha bandito la nuova edizione del Premio Sandro Onofri.

## Regolamento
Il premio è dedicato a un libro di reportage narrativo scritto in lingua italiana e pubblicato, per l'edizione 2023, tra il 1º Giugno 2022 e il 31 Maggio 2023. La giuria del premio, composta da Pier Vittorio Buffa, Andrea Carraro, Simona Cives, Nicola Fano, Flavia Gasperetti (segreteria), Filippo La Porta, Daniela Matronola e Valeria Viganò, sceglierà i finalisti del premio e, successivamente, il vincitore. Le scelte saranno esposte criticamente nel corso della cerimonia di premiazione che avverrà nel mese di ottobre

## Albo dei vincitori sezione Autore italiano
| Anno | Autore vincitore                          | Titolo libro insignito del Premio                                | Editore              |
| ---- | ----------------------------------------- | ---------------------------------------------------------------- | -------------------- |
| 2000 | Antonio Pascale                           | La città distratta                                               | Einaudi              |
| 2001 | Antonio Franchini                         | L'abusivo                                                        | Marsilio             |
| 2002 | Ermanno Rea                               | La dismissione                                                   | Rizzoli              |
| 2003 | Giancarlo De Cataldo                      | Romanzo criminale                                                | Einaudi              |
| 2004 | Shulim Vogelmann                          | Mentre la città bruciava                                         | La Giuntina          |
| 2005 | ex aequo Giorgio Messori Emanuele Trevi   | Nella città del pane e dei postini Senza verso. Un'estate a Roma | Diabasis Laterza     |
| 2006 | ex aequo Angelo Ferracuti Eraldo Affinati | Le risorse umane Compagni segreti                                | Feltrinelli Fandango |
| 2007 | Giuseppe Sottile                          | Nostra Signora della Necessità                                   | Einaudi              |
| 2008 | Renata Pisu                               | Mille anni a Pechino                                             | Sperling & Kupfer    |
| 2009 | Alessandro Leogrande                      | Uomini e caporali                                                | Mondadori            |
| 2010 | Helena Janeczek                           | Le rondini di Montecassino                                       | Guanda               |
| 2011 | Alessandro Portelli                       | America profonda                                                 | Donzelli             |
| 2012 | Giancarlo Liviano D'Arcangelo             | Le ceneri di Mike                                                | Fandango             |
| 2013 | Pier Vittorio Buffa                       | Io ho visto                                                      | Nutrimenti           |

## Albo dei vincitori sezione Autore straniero e alla carriera
| Anno | Autore vincitore                | Nazionalità |
| ---- | ------------------------------- | ----------- |
| 2000 | Slavenka Drakulić               | Croazia     |
| 2001 | Desmond Tutu                    | Sudafrica   |
| 2002 | Svetlana Aleksievič             | Ucraina     |
| 2003 | Nuruddin Farah                  | Somalia     |
| 2004 | Amos Oz                         | Israele     |
| 2005 | Didier Daeninckx                | Francia     |
| 2006 | Jung Chang                      | Cina        |
| 2007 | William Langewiesche            | Germania    |
| 2008 | Bill Buford                     | Stati Uniti |
| 2009 | Jean Baudrillard (alla memoria) | Francia     |
| 2010 | Tzvetan Todorov                 | Bulgaria    |
| 2011 | Phillip Lopate                  | Stati Uniti |
| 2012 | Adele Cambria                   | Italia      |
| 2013 | Alberto Arbasino                | Italia      |